# بيري جيلبين
بيري جيلبين (بالإنجليزية: Peri Gilpin)‏ هي ممثلة أمريكية، ولدت في 27 مايو 1961 في الولايات المتحدة.

## أعمال

### أفلام
- (2001) ذا سبيريتس ويذين

### مسلسلات
- داني الشبح
- ربات بيوت يائسات
- فرايجر

## وصلات خارجية
- بيري جيلبين على موقع IMDb (الإنجليزية)
- بيري جيلبين على موقع ألو سيني (الفرنسية)
- بيري جيلبين على موقع أول موفي (الإنجليزية)
- بيري جيلبين على موقع إن إن دي بي (الإنجليزية)
- بيري جيلبين على موقع قاعدة بيانات الفيلم (الإنجليزية)
- بيري جيلبين على موقع كينوبويسك (الروسية)